# X Assemblea nazionale del popolo
La X Assemblea nazionale del popolo (第一届全国人民代表大会S) fu eletta tra l'ottobre 2002 e il marzo 2003 e restò in carica fino al 2008. Era composta da 2984 deputati e si riunì in cinque sessioni.

## Sessioni

### Prima sessione
La prima sessione annuale si tenne dal 5 al 18 marzo 2003 alla Grande Sala del Popolo a Pechino.
| Elezioni presidenziali                                      | Elezioni presidenziali                                      | Elezioni presidenziali                                      | Elezioni presidenziali                                      | Elezione del vicepresidente | Elezione del vicepresidente | Elezione del vicepresidente | Elezione del vicepresidente |
| Candidati                                                   | Favorevoli                                                  | Contrari                                                    | Astenuti                                                    | Candidati                   | Favorevoli                  | Contrari                    | Astenuti                    |
| ----------------------------------------------------------- | ----------------------------------------------------------- | ----------------------------------------------------------- | ----------------------------------------------------------- | --------------------------- | --------------------------- | --------------------------- | --------------------------- |
| Hu Jintao                                                   | 2 937                                                       | 4                                                           | 3                                                           | Zeng Qinghong               | 2 578                       | 177                         | 190                         |
| Elezione del presidente della Commissione militare centrale | Elezione del presidente della Commissione militare centrale | Elezione del presidente della Commissione militare centrale | Elezione del presidente della Commissione militare centrale | Elezione del primo ministro | Elezione del primo ministro | Elezione del primo ministro | Elezione del primo ministro |
| Candidati                                                   | Favorevoli                                                  | Contrari                                                    | Astenuti                                                    | Candidati                   | Favorevoli                  | Contrari                    | Astenuti                    |
| Jiang Zemin                                                 | 2 726                                                       | 98                                                          | 122                                                         | Wen Jiabao                  | 2 906                       | 3                           | 16                          |

### Seconda sessione
La seconda sessione annuale si tenne dal 5 al 14 marzo 2004 alla Grande Sala del Popolo a Pechino.

### Terza sessione
La terza sessione annuale si tenne dal 5 al 14 marzo 2005 alla Grande Sala del Popolo a Pechino.

### Quarta sessione
La quarta sessione annuale si tenne dal 5 al 14 marzo 2006 alla Grande Sala del Popolo a Pechino.

### Quinta sessione
La quinta sessione annuale si tenne dal 5 al 15 marzo 2007 alla Grande Sala del Popolo a Pechino.